# Böhmerwold
Böhmerwold is een klein lintdorp in het Duitse deel van het Reiderland. Bestuurlijk valt het onder de gemeente Jemgum.
Al in de 10e eeuw is er sprake van een dorp Beddinghem. Het huidige dorp wordt vermoedelijk in 1409 genoemd als Bedmawertha. Daarmee lijkt het een opvolger van Beddingehem, dat te kampen had met wateroverlast. Het is waarschijnlijk ontstaan door ontginning van het veengebied ten westen van het oorspronkelijke dorp. Het dorp had zwaar te lijden onder bodemdaling en overstromingen en is meermalen naar het westen verplaatst. Omstreeks 1475 belandde het op de lijst van verlaten dorpen onder de naam Bedamewalt. Daarna trad langzaam herstel in. vermeldingen zijn Bedma hamryk (1447), Mewolda (? 1483), Bemerwolth (1499) en Bemerwolt (ca. 1500) en Bimerwoldt (1599).
De huidige dorpskerk dateert uit 1703.